# Гиерокл (стоик)
Гиерокл (греч. Ίεροκλῆς; fl. II в. н. э.) — философ-стоик. Авл Геллий описывает его как «серьёзного и праведного человека».
Гиерокл известен своей книгой «Элементы этики» (греч. Ήθικὴ στοιχείωσις), часть которой была найдена на фрагменте папируса в Гермополисе в 1901 году. В найденном отрывке обсуждаются аспекты самовосприятия. Некоторые другие отрывки из произведений Гиерокла сохранены Стобеем. Наиболее известный отрывок описывает стоический космополитизм в модели концентрических кругов.
Гиерокл рассматривает этические вопросы с практической точки зрения. Как Эпиктет и Музоний, он не занимается строгой систематикой и не использует теологическо-антропологические положения в рассуждениях.